# Marie-Françoise Marais
Pour les articles homonymes, voir Marais (homonymie).

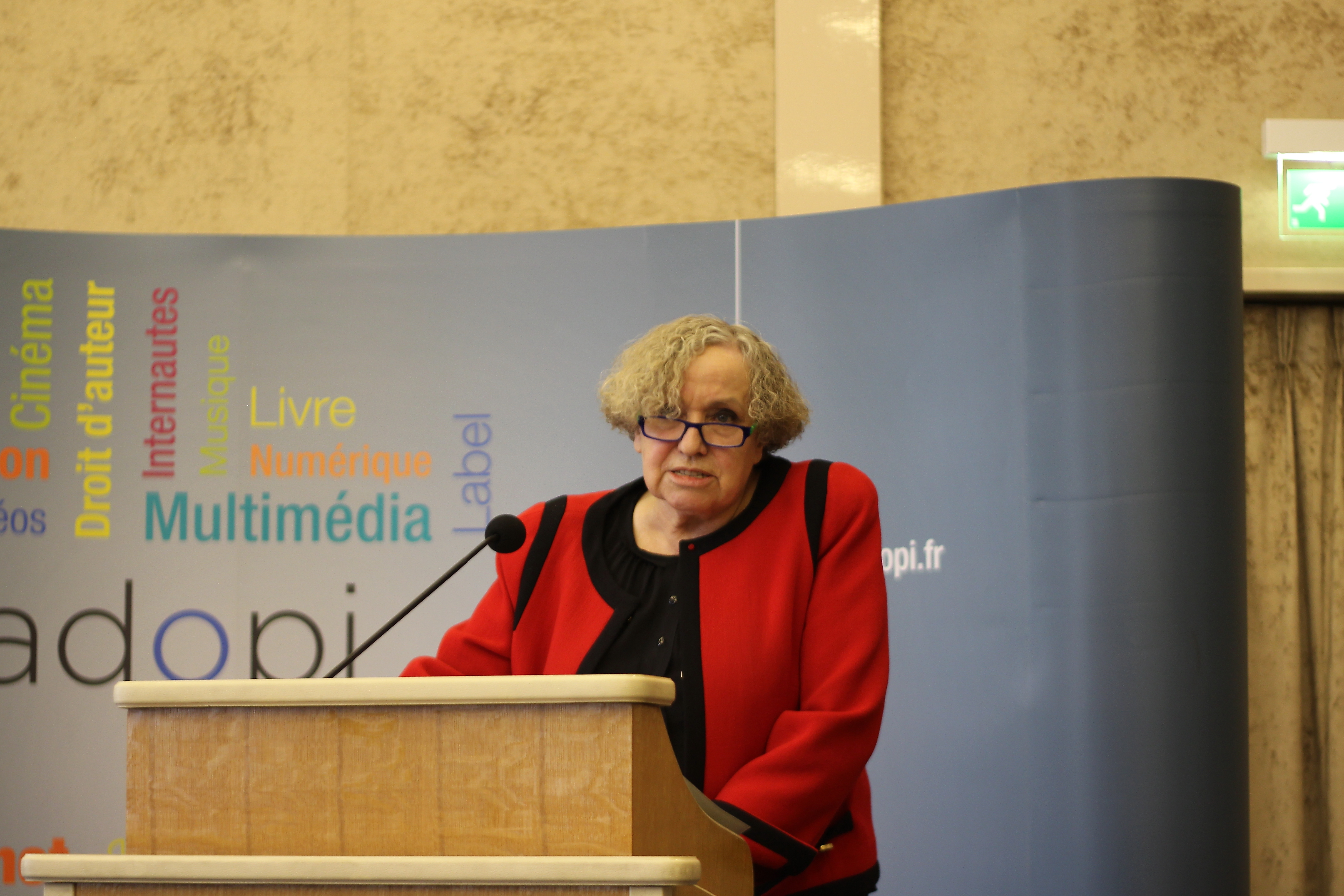
Marie-Françoise Marais en 2014.

Marie-Françoise Marais, née à Nanterre (Hauts-de-Seine) le 19 mai 1945, est une haute magistrate française de la Cour de cassation, spécialiste du droit de la propriété intellectuelle. Elle préside entre le 8 janvier 2010 et février 2016 la Haute Autorité pour la diffusion des œuvres et la protection des droits sur internet (Hadopi), autorité publique indépendante créée par la loi Création et Internet.

## Biographie
Ancienne élève de l'École nationale de la magistrature (promotion 1970), Marie-Françoise Marais commence sa carrière de magistrat en qualité de juge d'instruction à Nevers (Nièvre) puis à Versailles (Yvelines) avant de rejoindre le parquet de Versailles (Yvelines). 
À compter de 1979, elle occupe les fonctions de juge à Versailles (Yvelines), puis à Nanterre (Hauts-de-Seine). Nommée en 1989 présidente de la 1re chambre civile du Tribunal de grande instance de Nanterre, elle rejoint la Cour d'appel de Paris en 1993 et préside la 4e chambre civile spécialisée en matière de propriété intellectuelle de 1997 à 2003.
Conseillère à la Cour de cassation, elle est particulièrement chargée des affaires de propriété littéraire et artistique au sein de la 1re chambre civile et siège dans de nombreuses commissions spécialisées en matière de propriété intellectuelle.
Elle préside entre le 8 janvier 2010 et le 23 décembre 2015 la Haute Autorité pour la diffusion des œuvres et la protection des droits sur internet (Hadopi).
Marie-Françoise Marais est également vice-présidente du CSPLA (Conseil supérieur de la propriété littéraire et artistique), présidente de la CNIS (Commission nationale des inventions de salariés) et membre de la CEPC (Commission d’examen des pratiques commerciales).

## Affaire Altern/Estelle Hallyday
En 1998, la 4e chambre civile  de la Cour d'appel de Paris, présidée par Marie-Françoise Marais, condamne  le responsable de l'hébergeur Altern en raison de photos dénudées d’Estelle Hallyday mises en ligne par l'un des sites hébergés.

## La décision DVDMulholland Drive
Marie-Françoise Marais a été le rapporteur de la décision du 19 juin 2008 de la 1re chambre civile de la Cour de cassation, qui mettait un terme à l'affaire du DVD Mulholland Drive de David Lynch protégé par DRM (en français MTP - Mesures Techniques de Protection). 
En invoquant les « risques inhérents au nouvel environnement numérique quant à la sauvegarde des droits d'auteur et de l'importance économique que l'exploitation de l'œuvre, sous forme de DVD, représente pour l'amortissement des coûts de production cinématographique », cette décision interprétait la notion de « copie privée » de l'article L122-5, 2° du Code de la propriété intellectuelle non comme un droit, mais comme « une exception légale au principe prohibant toute reproduction intégrale ou partielle d'une œuvre protégée faites sans le consentement du titulaire du droit d'auteur ».

## Présidente de la Hadopi
Marie-Françoise Marais a été nommée à la Hadopi par Vincent Lamanda, premier président de la Cour de cassation.
Elle a été élue présidente de la Hadopi pour 6 ans face au conseiller d'État Jean Musitelli, ancien  porte-parole du président de la République François Mitterrand.
Le 1er août 2015, elle licencie le secrétaire général de la Hadopi, Éric Walter qu'elle a elle-même nommé cinq ans plus tôt. Une ordonnance de référé suspend l'exécution de cette décision le 16 octobre 2015, au motif qu'« en l’état de l’instruction le moyen tiré de l’erreur d’appréciation concernant l’existence de l’insuffisance professionnelle paraît de nature à justifier » une telle suspension. Mise en cause par Mediapart pour avoir attribué une augmentation de salaire de 75 % à Damien Combredet, salarié de l'Hadopi ayant contribué au licenciement d'Éric Walter, elle se défend en ciblant les syndicats qu'elle suspecte d'être à l'origine des révélations publiées et qu'elle accuse de manquer de représentativité.
Contrainte de réintégrer Éric Walter, elle le licencie de nouveau le 7 décembre 2015  pour le vol de documents. Le 29 février 2016, l'exécution de cette seconde décision est suspendue par le juge des référés du tribunal administratif de Paris au motif de l'existence d'un « doute sérieux » sur la légalité de la décision de licenciement . Eric Walter sera définitivement remplacé le 10 janvier 2017 par le nouveau président de la Hadopi.

## Honneurs
Marie-Françoise Marais est officier de l'ordre national du Mérite et officier de la Légion d'honneur (2010).